# Brachychira alternata
Brachychira alternata är en fjärilsart som beskrevs av Sergius G. Kiriakoff 1966. Brachychira alternata ingår i släktet Brachychira och familjen tandspinnare. Inga underarter finns listade i Catalogue of Life.